# داکشا
داکشا (انگلیسی: Daksha) یکی از پرجاپتی‌ها و عوامل آفرینش است. او همچنین یک پسر، آفریدهٔ ذهن خدای خالق برهما است.